# Grant Kirkhope
Grant Kirkhope (nascido em 10 de julho de 1962) é um músico escocês especializado em música de jogos eletrônicos. Suas contribuições mais notáveis são aquelas feitas para jogos da Rare. Ele também tocou guitarra em duas bandas: Syar e Maineeaxe. Em 2008, Grant saiu da Rare e entrou na Big Huge Games da THQ. Em 2007, Grant recebeu um prêmio BAFTA (British Academy of Film and Television Arts) pelo seu trabalho em Viva Piñata.

## Alguns trabalhos
- Donkey Kong Land 2 (1996)
- GoldenEye 007 (com Graeme Norgate) (1997)
- Banjo-Kazooie (1998)
- Donkey Kong 64 (1999)
- Banjo-Tooie (2000)
- Perfect Dark (with David Clynick) (2000)
- Grabbed by the Ghoulies (2003)
- Viva Piñata (2006)
- Viva Piñata: Trouble in Paradise (2008)
- Banjo-Kazooie: Nuts & Bolts (com Robin Beanland e David Clynick) (2008)
- Castle of Illusion Starring Mickey Mouse (2013)
- Yooka-Laylee (2016)
- "Mario + Rabbids Kingdom Battle" (2017)
- Super Smash Bros. Ultimate (2018)